# Slap
Pour les articles homonymes, voir Slap (homonymie).
Le slap ou slapping est une technique de jeu instrumental qui permet de produire des sons percussifs sur un instrument non prévu pour cela de par sa nature. En ce sens c'est une technique de jeu étendue.
Mise au point sur la contrebasse, cette technique est surtout connue pour être utilisée sur une guitare basse afin de produire un jeu percussif. Des techniques au nom similaire mais de réalisation totalement différentes existent aussi pour le saxophone, la clarinette ou la flûte par exemple. Certains instrumentistes spécialisés parviennent même à le réaliser sur le hautbois ou le basson.

## Contrebasse
D'après Jon Milan, le premier enregistrement comportant du slap est le morceau Dinah du groupe Jean Goldkette's band, joué par Theodore "Steve" Brown à la contrebasse.

## Guitare basse
Le bassiste électrique Larry Graham est considéré comme l'inventeur de cette technique à la fin des années 1960. Initialement, il l'utilisait pour remplacer le batteur quand celui-ci était absent. Elle est caractérisée par un résultat percussif ressenti comme énergique et « claquant ».
Il s'agit d'une technique assez complexe et très éprouvante physiquement, elle nécessite de plusieurs mois à plusieurs années d'apprentissage et d'entraînement.
Cette technique regroupe deux « sous-techniques » : le pop ou popping, bruit sec, percutant (noté en français P sur une tablature pour pouce ou percussion et T en anglais pour thumb) et le slap (claque en français, noté T pour tiré en français ou P en anglais pour pull). Attention aux confusions car en fonction de la langue les symboles s'inversent.  On utilise généralement la notation internationale (T pour thumb et P pour pull ou pluck). On peut également parler, comme Larry Graham, l'inventeur de la technique de Thumbin et Plucking. Plus généralement, la technique du slap consiste à mélanger des frappes du pouce réalisées avec la deuxième phalange du pouce d'un coup sec et rapide sur les cordes graves de la basse (Mi et La en général) avec des claquements de corde exécutées sur les cordes aiguës (Ré et Sol), mais également sur les cordes graves pour certains styles de jeu. Elle consiste à tirer puis relâcher rapidement la corde afin de la faire claquer contre le manche.
Ces mouvements de base sont combinés à des techniques à l'autre main (notes mortes, hammer-on et pull-off ou encore slide).
Cette technique est très répandue dans les styles funk, disco, jazz fusion (ou jazz-rock), latin et pop.
Le style mélodique ainsi que la durée d'utilisation du slap dans un morceau varie largement. On peut trouver par exemple un morceau où la basse est principalement jouée de manière "traditionnelle" avec seulement quelque notes "puissantes" slappées, tout comme il existe certains morceau joués exclusivement en slap. Le style de mélodie peut aller d'une rythmique calme "funky" à des manières de slapper beaucoup plus rapides et agressives. Le slap peut également être utilisé lors d'un solo de basse, les enchaînement rythmiques possibles permettant une grande variété et une grande vitesse de jeu.

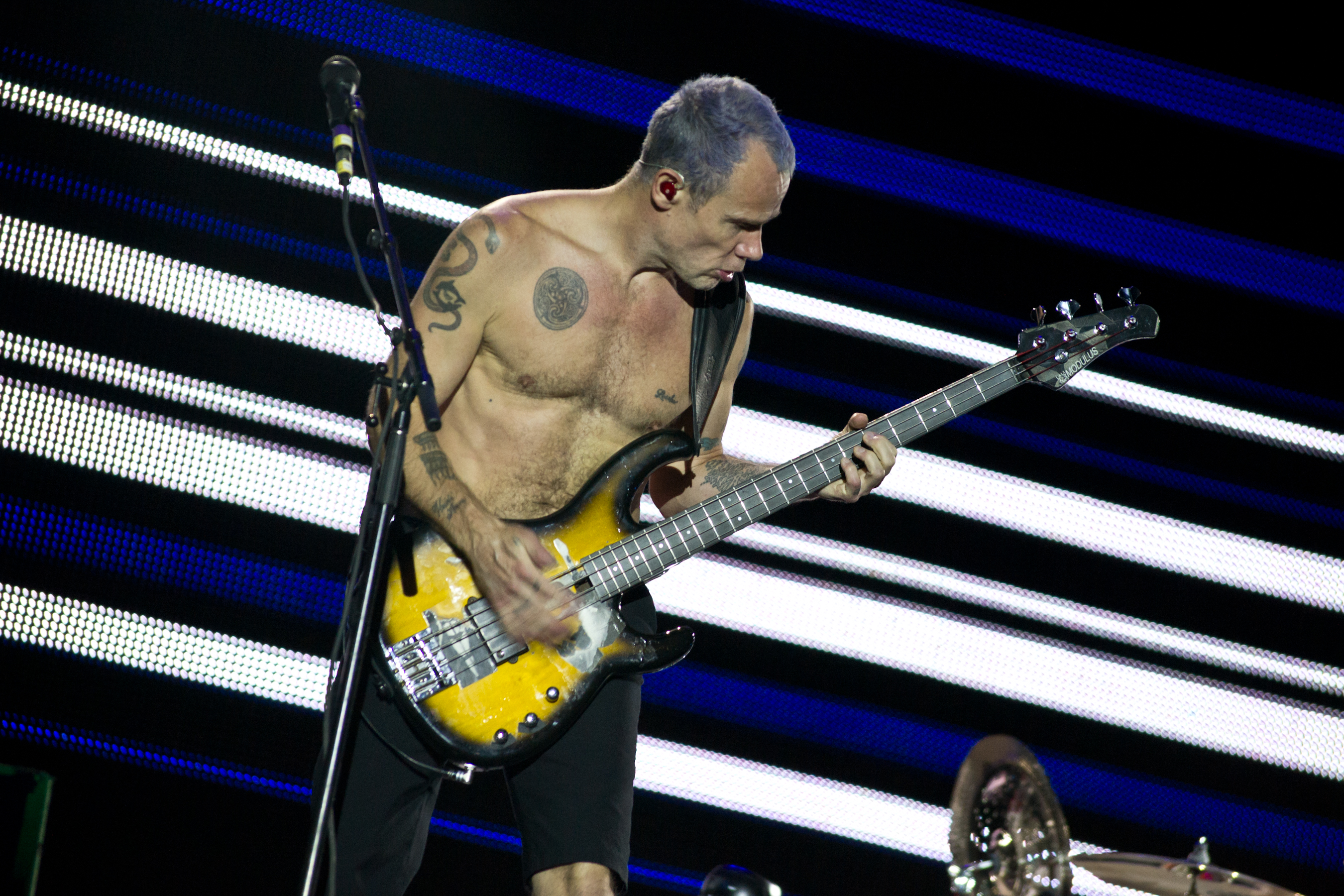
Michael "Flea" Balzary en train de faire du slap

Sont considérés comme maîtres de cette technique Larry Graham, Louis Johnson, Stanley Clarke, Marcus Miller, Mark King ou encore Victor Wooten, qui ont autant contribué à son enrichissement technique et mélodique qu'à sa popularisation.
D'autres bassistes issus de tous horizons musicaux doivent leur renommée mondiale à l'utilisation du slap. Parmi eux, Bootsy Collins, Alain Caron, Michael "Flea" Balzary, Les Claypool, P-Nut, Ue-chan ou encore Robert Trujillo.
D'autres techniques percussives se rapprochent du slap ou en sont des variantes, par exemple Victor Wooten avec sa technique du pouce aller-retour qui consiste à utiliser les deux côtés du pouce pour attaquer la corde. Le jeu de John Entwistle (The Who), qualifié de typewriter fut remarqué bien avant l'apparition du slap. Les funk fingers de Tony Levin, qui eut l'idée d'attacher à l'index et au majeur de sa main droite des baguettes de batterie pour frapper les cordes, sont un autre mode d'attaque percussive de la guitare basse.

## Guitare
Le slap peut aussi être exécuté avec une guitare électrique ou acoustique. La méthode est similaire à celle utilisée à la basse.

## Flûte
Sur la flûte traversière, le slap est réalisé par la production d'un son percussif  ("t" contre le palais, ou entre les lèvres), projeté dans l'embouchure sans air expiré. 
À ne pas confondre avec le tongue-ram, qui s'exécute en trois rapides étapes; 
1. Boucher complètement l'embouchure avec les lèvres ;
2. Faire passer de l'air dans la flûte à haute vélocité ;
3. Et finalement, stopper complètement et le plus spontanément possible le flux d'air en utilisant la langue.

Cette variation soudaine de pression fera vibrer par résonance l'instrument 1 octave plus grave que la note qui est jouée. Étant donné la position des lèvres sur l'embouchure, la note jouée sera aussi plus grave d'1/2 ton que la même note jouée normalement. Cette technique, beaucoup plus intime avec l'instrument que le souffle traditionnel, requiert un souffle rigoureux et implique généralement beaucoup plus de salive dans l'instrument qu'à l'habitude. Le son résultant ressemble au son d'un doigt étanchement décoincé d'une bouteille de vin vide.

## Saxophone et clarinette
Au saxophone ou à la clarinette, cette technique consiste à faire claquer l'anche contre le bec : la langue forme une ventouse sous l'anche, l'éloigne de la table du bec, puis la laisse claquer contre cette dernière pour produire ce son percussif caractéristique.
Le slap est particulièrement efficace et spectaculaire dans le registre grave et sur les instruments graves de la famille, mais il peut également se pratiquer sur les instruments les plus aigus (sopranissimo...).
Il en existe plusieurs variantes : slap timbré, sec, aspiré, ouvert, double...
D'abord utilisé dans le jazz et le vaudeville comme effet comique, il s'est peu à peu répandu dans de nombreux styles musicaux. La plupart des saxophonistes pratiquant le répertoire contemporain utilisent et maîtrisent cette technique. Parmi les compositeurs qui en font un usage fréquent : François Rossé, Christian Lauba, Marie-Hélène Fournier, Pierre-Adrien Charpy, Louis Sclavis... mais on en trouve des exemples chez Jacques Ibert ou Edison Denisov, entre autres.

## Instruments à cordes frottées
Sur le violon, l'alto, le violoncelle... le slap est appelé Pizz Bartók ou Pizz à la Bartók, en référence au compositeur Béla Bartók. Pour cela, au lieu de tirer la corde de côté comme lors d'un pizzicato, on la pince en la soulevant plus fortement, et à la verticale, en la lâchant violemment. Celle-ci frappe alors la touche, et produit à la fois la note et le son percussif.
On note ce type de jeu parfois en toutes lettres, souvent avec un signe :

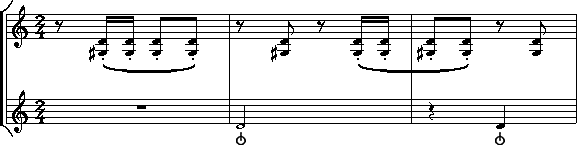
Extrait du duo n°42 de Béla Bartók. Le pizz Bartók est noté sur la partie de second violon, sur les ré blanche et noire.

## Le slap à la télévision et au cinéma
- On peut voir le bassiste / compositeur Eric Serra utiliser cette technique dans une scène du film Subway de Luc Besson dont il composa la musique. Le morceau interprété s'intitule Congabass.